# Vanilla Sky
Vanilla Sky es una película estadounidense de drama y suspenso psicológico del año 2001 dirigido por Cameron Crowe. Se trata de un remake de la película españolaAbre los ojos de 1997, escrita por Alejandro Amenábar y Mateo Gil. La cinta está protagonizada por Tom Cruise, Cameron Diaz, Penélope Cruz (quien también apareció en la película original en el mismo papel), Jason Lee y Kurt Russell. En Estados Unidos obtuvo ganancias por cerca de 100 millones de dólares.
La película recibió una nominación al Premio Óscar en la categoría de mejor canción original, y también obtuvo nominaciones para mejor actriz de reparto en los premios SAG y en los Globos de Oro por la interpretación de Cameron Diaz. La banda sonora también fue muy aclamada por la crítica. Vanilla Sky desde su estreno en el año 2001 ha ganado muchísimos seguidores, y en la actualidad se ha convertido en una Película de culto.

## Sinopsis[8][9]
La cinta empieza con David Aames (Tom Cruise) en una sala de interrogatorios, donde cuenta su historia a un psiquiatra, el Dr. Curtis McCabe (Kurt Russell). 
 David es un joven atractivo, carismático, multimillonario y heredero de una gran fortuna, propiedades y una empresa editorial en la ciudad de Nueva York que lo lleva a tener una vida acomodada, despreocupada y con las menos ataduras posibles. 
Conduce varios coches, entre ellos un Ford Mustang clásico de colección, y tiene todo lo que un hombre puede desear: salud, su propio espacio, tiempo, mujeres, dinero y poder. Pero a pesar de conseguir todo lo que quiere, algo falla en su vida. Durante la noche en que celebra su fiesta de cumpleaños, su mejor amigo y editor de la empresa, Brian Shelby (Jason Lee), le presenta a una bella bailarina española llamada Sofía Serrano (Penélope Cruz), que lo acompaña a la reunión, posiblemente es la chica de sus sueños y de quien se enamora instantáneamente. Cuando Brian le confiesa que Sofía también podía ser la chica de su vida, David ya ha decidido conquistarla, y como siempre éste le pasa delante, cumpliendo su deseo. Aunque esta vez no parece ser como siempre.
Al pasar una noche juntos hablando en su apartamento durante su fiesta de cumpleaños, le muestra un cuadro famoso con el cielo pintado color vainilla, que forma parte de su herencia familiar, David descubre que por fin ha encontrado una mujer a quien poder amar de verdad y se podría casar. Pero todo cambia en su vida cuando David la acompaña a su apartamento, hablan hasta el amanecer, y cuando sale del departamento, se encuentra con su ex "amiga sexual" Julianna Gianni (Cameron Diaz) en la calle, quien aparentemente lo seguía después de la fiesta y seducía por interés propio. 
Ella lo invita a subir en su viejo auto para charlar y llevarlo al trabajo, como amigos y para hacer las paces por un malentendido en su fiesta de cumpleaños,  pero, en medio de la conversación y desquiciada por sus celos, enloquece, aumenta la velocidad del auto y lo arroja fuera de los límites de un puente. Al querer suicidarse. Julie muere y David sobrevive, pero su cara está horriblemente desfigurada. A partir de ahí su vida da un giro y todo se llena de confusión.
Varios meses después, ningún cirujano ha conseguido reconstruirle totalmente el rostro y David se ve obligado a utilizar una prótesis facial para ocultar sus lesiones, cicatrices y fracturas de huesos faciales. Frustrado por tener que llevar esta prótesis, David se emborracha una noche en un bar mientras está con Sofía y su amigo Brian. Imaginando que Sofía y Brian tienen un amorío, desde su accidente con la amante, David se altera por su condición de ser una persona lisiada, se aleja de ellos y cae desmayado en la calle. Al día siguiente, Sofía lo despierta y le pide disculpas por no ayudarle, y lo lleva a su casa. A partir de allí los dos empiezan a verse nuevamente.
Tiempo después, los cirujanos encuentran la solución y le reparan el rostro a David, con lo que Sofía vuelve a amarlo como antes, al solucionar sus problemas de comportamiento. Pero, a pesar de llevar una vida aparentemente perfecta, David descubre situaciones extrañas, como visiones breves de su cara distorsionada, y luego un hombre (Noah Taylor) en un bar le dice que puede cambiar el mundo. David, perturbado por la situación, llega al extremo de resultarle imposible poder distinguir la realidad de la fantasía. Tiene sueños lúcidos, no sabe muy bien si ha perdido el juicio o si es víctima de una conspiración de los socios de la empresa, y sospecha que algo malo está pasando en su vida.
Un día, cuando va al apartamento de Sofía, se encuentra a Julie, y todos los recuerdos anteriores de Sofía ahora muestran la cara de Julie. Enojado y confuso, David ahoga a Sofía creyendo era Julie. David es encerrado en una institución mental, donde él y el Dr. McCabe hablan sobre el incidente en varias sesiones. David podría estar preso en la cárcel por muchos años. 
Durante una de las entrevistas, David ve un anuncio en el TV acerca de una compañía que se especializa en suspensión criónica, "Extensión de Vida", cuyo nombre le resulta familiar y piensa puede resolver su conflicto interno. Bajo la custodia del Dr. McCabe, David es llevado a las oficinas de "Extensión de Vida", donde la vendedora Rebecca Dearborn (Tilda Swinton) le explica que la compañía se dedica a congelar a la gente después de su muerte, hasta que una cura para su dolencia esté disponible, colocándolos en un estado de sueño lúcido. David se pone ansioso y se libera de la custodia del Dr. McCabe. 
Dándose cuenta ahora de que está en su propio sueño lúcido y le ha ido mal, las pesadillas lo atormentan, pide soporte técnico, según la publicidad de la empresa. David se encuentra en un vestíbulo vacío de las oficinas, y el hombre a quien ha visto antes en el bar aparece nuevamente, afirmando ser el soporte técnico de David dentro de su sueño, quien le enseña que puede tener el control de su sueño lúcido, ordenar que todos callen en el bar y le dice ha llegado el momento de despertar, porque ha estado muchos años en su sueño lúcido que ahora se convierte en pesadillas. 
Al subirse ambos en un ascensor hasta la parte superior de un edificio increíblemente alto, dentro de su sueño lúcido, el hombre le explica que ha estado en sueño criónico durante 150 años, después de que él intentara suicidarse con una sobredosis de drogas en su departamento. David optó por iniciar el sueño lúcido poco después de su noche de borrachera, cuando Sofía le dejó por sus problemas de comportamiento. Sin embargo, durante el sueño programado, algo salió mal y trató de incorporar elementos de su subconsciente, como la colocación de la imagen de Julie en Sofía, su muerte y la creación de una figura paterna como el Dr. Curtis McCabe. 
Al llegar a la terraza del edificio muy alto y bajo un cielo de color vainilla, similar al cuadro que tenía en su apartamento, en una realidad creada dentro de su sueño lucido, el hombre ofrece a David una solución a su problema. La elección: ser reinsertado en su sueño lúcido corregido para seguir dormido, o despertar definitivamente para ser liberado de la cápsula de congelamiento, donde podrán curar sus cicatrices faciales con la nueva tecnología disponible en el futuro, al dar un salto de fe literal desde la azotea como un paso para despertar definitivamente del sueño lúcido. 
David tiene ahora más control sobre su sueño lúcido y entiende que todo lo explicado por el asistente técnico es cierto, decide la opción de despertar de su sueño lúcido, y en su mente logra aparecer a Sofía y su amigo Brian, para despedirse de ellos respectivamente en la terraza del edificio, porque al saltar desde la terraza y al despertar de la cápsula, ya no podrá recordar nada de las experiencias vividas en el sueño lúcido. Se despide de Sofía en el sueño y le dice que nunca más la volverá a ver, porque ella ya está muerta, pero por fin él podrá tener una vida real.
Venciendo su miedo final, David salta desde la terraza del edificio y ve su vida destellar ante sus ojos antes de golpear el suelo. Una voz femenina le manda a "abrir los ojos" (un tema recurrente en la película), y la película termina con David abriendo los ojos, finalmente, en el mundo real.

### Versión final alternativa
El lanzamiento de Blu-ray de 2015 ofrece la opción de ver la película con un final alternativo. Este final amplía los detalles al final de la película. Si bien todo lleva a la misma conclusión, hay escenas adicionales, tomas alternativas y diálogos alternativos.
Después de que Rebecca describe el sueño lúcido, David sale corriendo de la habitación, pero no corre inmediatamente hacia el ascensor. Se encuentra con McCabe en el baño, quien trata de convencerlo de que todo esto es un engaño y una estafa y que su caso irá a juicio. David le dice que solo está en su imaginación. Al igual que en el corte teatral, suena "Good Vibrations" de The Beach Boys, pero esta versión deja en claro que David escucha la música y que la eligió; mientras tanto McCabe intenta convencerlo de que no hay música.
En este punto, David sale corriendo del baño hacia el ascensor de la forma en que lo hace en el montaje teatral, pero la escena en el vestíbulo se amplía: David dispara al oficial de policía que le está disparando y luego está rodeado por un equipo SWAT al que McCabe intenta hablar con calma, pero el equipo SWAT dispara contra ambos. Se desmayan y se despiertan en el vestíbulo vacío donde McCabe continúa aplaudiendo lo que él cree que es una actuación mientras David se sube al ascensor con Ventura, quien le cuenta lo que sucedió al final de su vida real.
Una vez que llegan al techo, McCabe vuelve a entrar y sus súplicas a David para que no crea que Ventura y se vuelve cada vez más desesperado hasta que se derrumba en el suelo en la desesperación. La interacción de David con Sofía se amplía cuando le dice que la ama pero que "no puede conformarse con un sueño". Luego salta del edificio, gritando "¡Quiero despertar!" mientras imágenes de su vida destellan ante sus ojos. Se despierta en la cama y una voz le dice "Abre los ojos vas a estar bien".

## Reparto[12]
- Tom Cruise como David Aames.
- Cameron Diaz como Julie Gianni.
- Penélope Cruz como Sofía Serrano .
- Kurt Russell como el Dr. Curtis McCabe
- Jason Lee como Brian Shelby.
- Noah Taylor como Edmund Ventura.
- Timothy Spall como Thomas Tipp.
- Tilda Swinton como Rebecca Dearborn.
- Michael Shannon como el Agente Aaron.
- Shalom Harlow como Colleen.
- Ivana Milicevic como Emma.
- Armand Schultz como el Dr. Pomeranz
- Johnny Galecki como Peter Brown.
- Alicia Witt como Libby.
- Mark Kozelek como Dude.
- John Fedevich como Ed Vallencourt.
- Stacey Sher como Rayna.
- James Murtaugh como el dueño del bar Benny's.
- Ken Leung como el editor de arte.
- W. Earl Brown como el camarero.
- Tommy Lee como el hombre congelado en el coche de época.

## Producción

### Desarrollo
Después del debut estadounidense de la película española de 1997 de Alejandro Amenábar " Abre los ojos (Abre tus ojos)" en el Festival de cine de Sundance de 1998 , Tom Cruise y su socio productor Paula Wagner optaron por los derechos de la nueva versión. Con la esperanza de atraer al director Cameron Crowe, que colaboró con Cruise en "Jerry Maguire", Cruise invitó a Crowe a su casa para ver la película. Cruise declaró:
"Me han ofrecido muchas películas para comprar y rehacer, y nunca lo hice porque sentí que estaba demasiado conectado con la cultura de ese lugar, del país de donde fuera. Pero esta era una historia universal que todavía tenía un final abierto, que todavía sentía que necesitaba otro capítulo para contar."

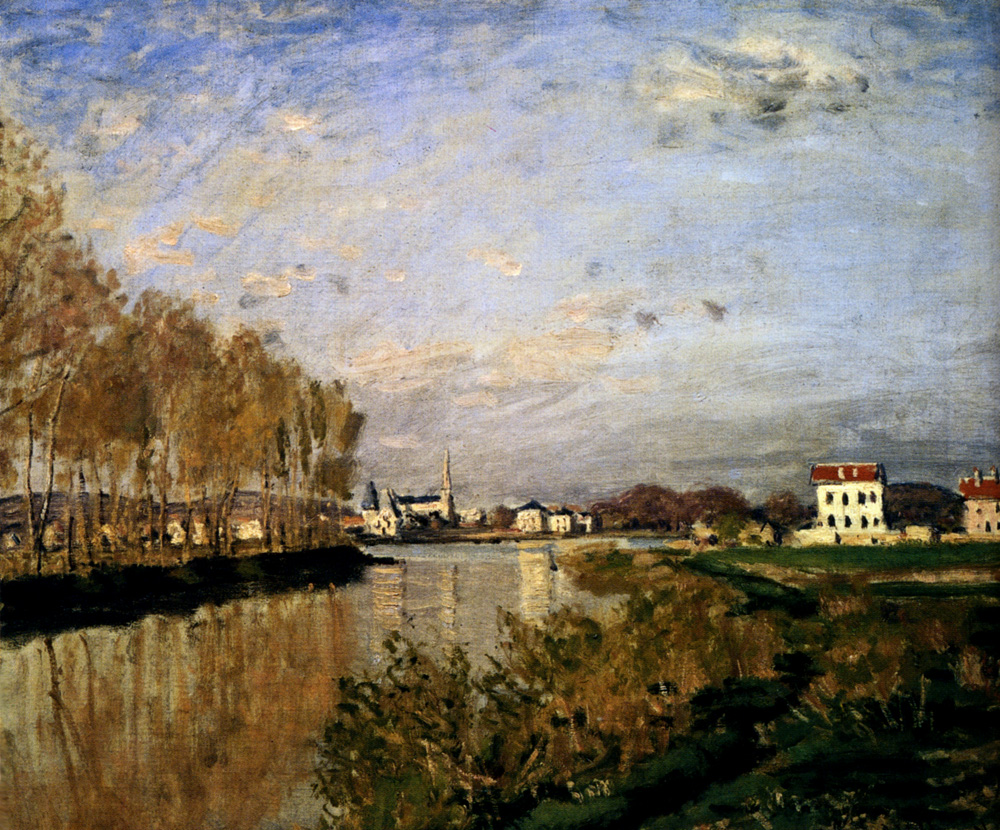
El título "Vanilla Sky" se refiere al cielo pintado por Claude Monet, específicamente como en "El Sena en Argenteuil" (1873) que aparece en la película.

El título de la película es una referencia a las representaciones de los cielos en ciertas pinturas de Claude Monet. Además de la obra de arte impresionista de Monet, el tono de la película se deriva de la balada acústica "By Way of Sorrow" de Julie Miller y una línea de una entrevista temprana de Elvis Presley en la que él dijo: "Me siento solo, incluso en una habitación llena de gente".

### Filmación
La fotografía principal de "Vanilla Sky" comenzó a finales de 2000 y duró seis semanas. El 12 de noviembre de 2000, el rodaje de la escena del Times Square desierto en  Nueva York tuvo lugar en las primeras horas del día. Una gran parte del tráfico fue bloqueada alrededor de Times Square mientras se filmaba la escena. "Había un límite en cuanto al tiempo que la ciudad nos permitiría cerrar con llave todo, incluso un domingo por la mañana temprano, cuando gran parte de la ciudad de Nueva York se levantaría lentamente", dijo el operador Steadicam Larry McConkey. "Varias veces ensayamos con Steadicam y Crane, incluida una maqueta de una barandilla inamovible sobre la que tuvimos que trabajar con el brazo de la grúa. Cruise también participó en estos ensayos, por lo que compartimos un entendimiento claro de cuáles serían mis limitaciones y requisitos."
El rodaje duró seis semanas en el área de Ciudad de Nueva York, que incluyó escenas en Central Park, el Upper West Side, SoHo y Brooklyn. Un lugar destacado en el área fue el Edificio Condé Nast que sirvió como Aames Publishing y la oficina de David. Después de terminar el rodaje en Nueva York, la producción se trasladó a Los Ángeles, donde se completaron las tomas interiores restantes en Paramount Studios. A modo de tributo, Crowe no eliminó las escenas en las que aparecía el World Trade Center, las cuales fueron grabadas con anterioridad a los Atentados del 11 de septiembre de 2001.
A pesar de los aspectos distorsionados de la realidad de la película, el estilo de cinematografía permanece arraigado durante gran parte de la película. "No hice nada que fuera abiertamente obvio, porque la historia gira en torno al personaje principal sin saber si está en un estado de realidad, un sueño o una pesadilla, así que queremos que se sienta un poco ambiguo", dijo el director de fotografía John Toll. "Queremos que la audiencia haga descubrimientos como lo hace el personaje de [Cruise], en lugar de adelantarse a él". American Cinematographer magazine wrote a feature story on the lighting designer Lee Rose's work on the film.

## Banda sonora[22]
La banda sonora de la cinta estuvo a cargo de Nancy Wilson más la participación de otros varios artistas.
1. All The Right Friends - R.E.M.
2. Everything In It's Right Place - Radiohead
3. Vanilla Sky - Paul McCartney
4. Solsbury Hill - Peter Gabriel

5. I Fall Apart - Julianna Gianni
6. Porpoise Song - The Monkees
7. Mondo '77 - Looper/Francis MacDonald
8. Have You Forgotten - Red House Painters
9. Directions - Josh Rouse
10. Afrika Shox - Leftfield/Afrika Bambaataa
11. Svefn-G-Englar - Sigur Rós
12. Last Goodbye - Jeff Buckley
13. Can We Still Be Friends - Todd Rundgren
14. Fourth Time Around - Bob Dylan
15. Elevator Beat - Nancy Wilson
16. Sweetness Follows - R.E.M.
17. Where Do I Begin - The Chemical Brothers
18. Doot-Doot (escena en el elevador cuando a David le es revelada la verdad) - Freur
19. Roman Carrasco
20. One of Us - Joan Osborne
21. Good Vibration - Beach Boys
22. Njosnavelin - Sigur Rós
23. I Might Be Wrong - Radiohead